# Championnat d'Écosse de football 1921-1922
Navigation
Édition précédente Édition suivante
La 32e édition du championnat d'Écosse de football est remportée par les Celtic FC. C’est le seizième titre de champion du club de Glasgow. Le Celtic  gagne avec un point d’avance sur les Rangers FC. Raith Rovers complète le podium.
À la fin de la 31e saison, aucun club ne quitte la première division. Les mêmes 22 équipes sont conservées pour la saison 1921-1922.
La fédération d'Écosse de football complète le championnat professionnel en recréant une deuxième division. Celle-ci avait été supprimée au début de la Première Guerre mondiale. La présence de ce deuxième championnat pousse la fédération à mettre en place un système de promotion/relégation automatique. Jusqu’à présent la première division avait choisi un système de cooptation : les trois derniers clubs de première division et les trois premiers clubs de deuxième division devaient présenter un dossier de candidature soumis aux clubs restant en première division. À partir de 1922 la promotion et la relégation se feront de façon automatique. Le championnat en profite pour évoluer : il passe de 22 à 20 équipes. Les trois dernières places de cette saison 1921-1922 condamneront donc les équipes à la relégation.
Avec 45 buts marqués en 42 matchs, Duncan Walker de Saint Mirren remporte pour la première fois le titre de meilleur buteur du championnat.

## Les clubs de l'édition 1921-1922
| Club                              | Ville      |
| --------------------------------- | ---------- |
| Aberdeen Football Club            | Aberdeen   |
| Albion Rovers Football Club       | Coatbridge |
| Ayr United Football Club          | Ayr        |
| Airdrieonians Football Club       | Airdrie    |
| Celtic Football Club              | Glasgow    |
| Clyde Football Club               | Glasgow    |
| Clydebank Football Club           | Clydebank  |
| Dumbarton Football Club           | Dumbarton  |
| Dundee Football Club              | Dundee     |
| Falkirk Football Club             | Falkirk    |
| Greenock Morton Football Club     | Greenock   |
| Hamilton Academical Football Club | Hamilton   |
| Heart of Midlothian Football Club | Édimbourg  |
| Hibernian Football Club           | Leith      |
| Kilmarnock Football Club          | Kilmarnock |
| Motherwell Football Club          | Motherwell |
| Partick Thistle Football Club     | Glasgow    |
| Queen's Park Football Club        | Glasgow    |
| Raith Rovers Football Club        | Kirkcaldy  |
| Rangers Football Club             | Glasgow    |
| Saint Mirren Football Club        | Paisley    |
| Third Lanark Athletic Club        | Glasgow    |

## Compétition

### Classement
Le classement est établi sur le barème de points classique (victoire à 2 points, match nul à 1, défaite à 0).
| Rang | Équipe              | Pts | J  | G  | N  | P  | Bp | Bc  | Diff |
| ---- | ------------------- | --- | -- | -- | -- | -- | -- | --- | ---- |
| 1    | Celtic FC           | 67  | 42 | 27 | 13 | 2  | 83 | 20  | +63  |
| 2    | Rangers FC T        | 66  | 42 | 28 | 10 | 4  | 83 | 26  | +57  |
| 3    | Raith Rovers        | 51  | 42 | 19 | 13 | 10 | 66 | 43  | +23  |
| 4    | Dundee FC           | 49  | 42 | 19 | 11 | 12 | 57 | 40  | +17  |
| 5    | Falkirk FC          | 49  | 42 | 16 | 17 | 9  | 48 | 38  | +10  |
| 6    | Partick Thistle FC  | 48  | 42 | 20 | 8  | 14 | 57 | 53  | +4   |
| 7    | Hibernian FC        | 46  | 42 | 16 | 14 | 12 | 55 | 44  | +11  |
| 8    | Saint Mirren        | 46  | 42 | 17 | 12 | 13 | 71 | 61  | +10  |
| 9    | Third Lanark AC     | 46  | 42 | 17 | 12 | 13 | 58 | 52  | +6   |
| 10   | Clyde FC            | 44  | 42 | 16 | 12 | 14 | 60 | 51  | +9   |
| 11   | Albion Rovers       | 44  | 42 | 17 | 10 | 15 | 55 | 51  | +4   |
| 12   | Greenock Morton     | 42  | 42 | 16 | 10 | 16 | 58 | 57  | +1   |
| 13   | Motherwell FC       | 39  | 42 | 16 | 7  | 19 | 63 | 58  | +5   |
| 14   | Ayr United          | 38  | 42 | 13 | 12 | 17 | 55 | 63  | -8   |
| 15   | Aberdeen FC         | 35  | 42 | 13 | 9  | 20 | 48 | 54  | -6   |
| 16   | Airdrieonians       | 35  | 42 | 12 | 11 | 19 | 46 | 56  | -10  |
| 17   | Kilmarnock FC       | 35  | 42 | 13 | 9  | 20 | 56 | 83  | -27  |
| 18   | Hamilton Academical | 34  | 42 | 9  | 16 | 17 | 51 | 62  | -11  |
| 19   | Heart of Midlothian | 32  | 42 | 11 | 10 | 21 | 50 | 60  | -10  |
| 20   | Dumbarton FC        | 30  | 42 | 10 | 10 | 22 | 46 | 81  | -35  |
| 21   | Queen's Park FC     | 28  | 42 | 9  | 10 | 23 | 38 | 82  | -44  |
| 22   | Clydebank FC        | 20  | 42 | 6  | 8  | 28 | 34 | 103 | -69  |

| Légende : Qualifications et relégations | Légende : Qualifications et relégations |
| --------------------------------------- | --------------------------------------- |
|                                         | Champion d'Écosse                       |
|                                         | Relégation en deuxième division         |
|                                         | T : Tenant du titre                     |

## Bilan de la saison
| Tableau d'Honneur                |                 |
| Compétition                      | Vainqueur       |
| Championnat d'Écosse de football | Celtic FC       |
| Coupe d'Écosse de football       | Greenock Morton |

| Promotions et relégations |                                           |
| Promus                    | Alloa Athletic                            |
| Relégués                  | Queen's Park FC Clydebank FC Dumbarton FC |

## Statistiques

### Meilleur buteur
1. Duncan Walker, Saint Mirren, 45 buts